# HD 74772
HD 74772 (hay d Velorum) là tên của một ngôi sao đơn lẻ nằm trong chòm sao phương nam Thuyền Phàm. Vị trí của nó là được phát hiện là nằm gần tàn tích siêu tân tinh Vela, điều này khiến nó có một cái nền phát ra tia X. Cấp sao biểu kiến của ngôi sao này là 4,05, tức là ta có thể nhìn thấy nó bằng mắt thường. Ta có thể quan sát nó rõ nhất trong điều kiện thời tiết thuận lợi và ở vùng có cường độ ô nhiễm ánh sáng ở mức thấp nhất. Dựa trên giá trị thị sai là 15,8 mas, khoảng cách của nó với mặt trời của chúng ta là khoảng xấp xỉ 207 năm ánh sáng. Hiện tại, nó đang di chuyển gần về phía trái đất với vận tốc 2 km/s.
Nó là một ngôi sao khổng lồ loại G với quang phổ loại G6 III. Phép đo giao thoa cho thấy đường kính góc của nó là 1.73 ± 0.12 mas cộng với khoảng cách xấp xỉ của nó, ta xác định được bán kính của nó là gấp 12 lần bán kính mặt trời. Nó có khối lượng gấp 3,2 lần khối lượng mặt trời và tỏa ra năng lượng gấp 128 lần mặt trời. Nhiệt độ hiệu dụng nơi quang cầu của nó là 5210 Kelvin.

## Dữ liệu hiện tại
Theo như quan sát, đây là ngôi sao nằm trong chòm sao Thuyền Phàm và dưới đây là một số dữ liệu khác:
- Xích kinh 08h 44m 23.94539s[4]
- Độ nghiêng −42° 38′ 57.3933″[4]
- Cấp sao biểu kiến 4.05[3]
- Cấp sao tuyệt đối −0.18[3]
- Vận tốc hướng tâm −20±03[5] km/s
- Loại quang phổ G6 III[6]
- Giá trị thị sai 15,7791 +/- 0,3148 mas[4]